# Rudolf Yelin
Pour les articles homonymes, voir Yelin.
Rudolf Yelin, dit Rudolf Yelin l'Ancien, né le 14 août 1864 à Reutlingen et mort le 28 décembre 1940 à Stuttgart, est un peintre allemand, essentiellement de vitraux.

## Biographie

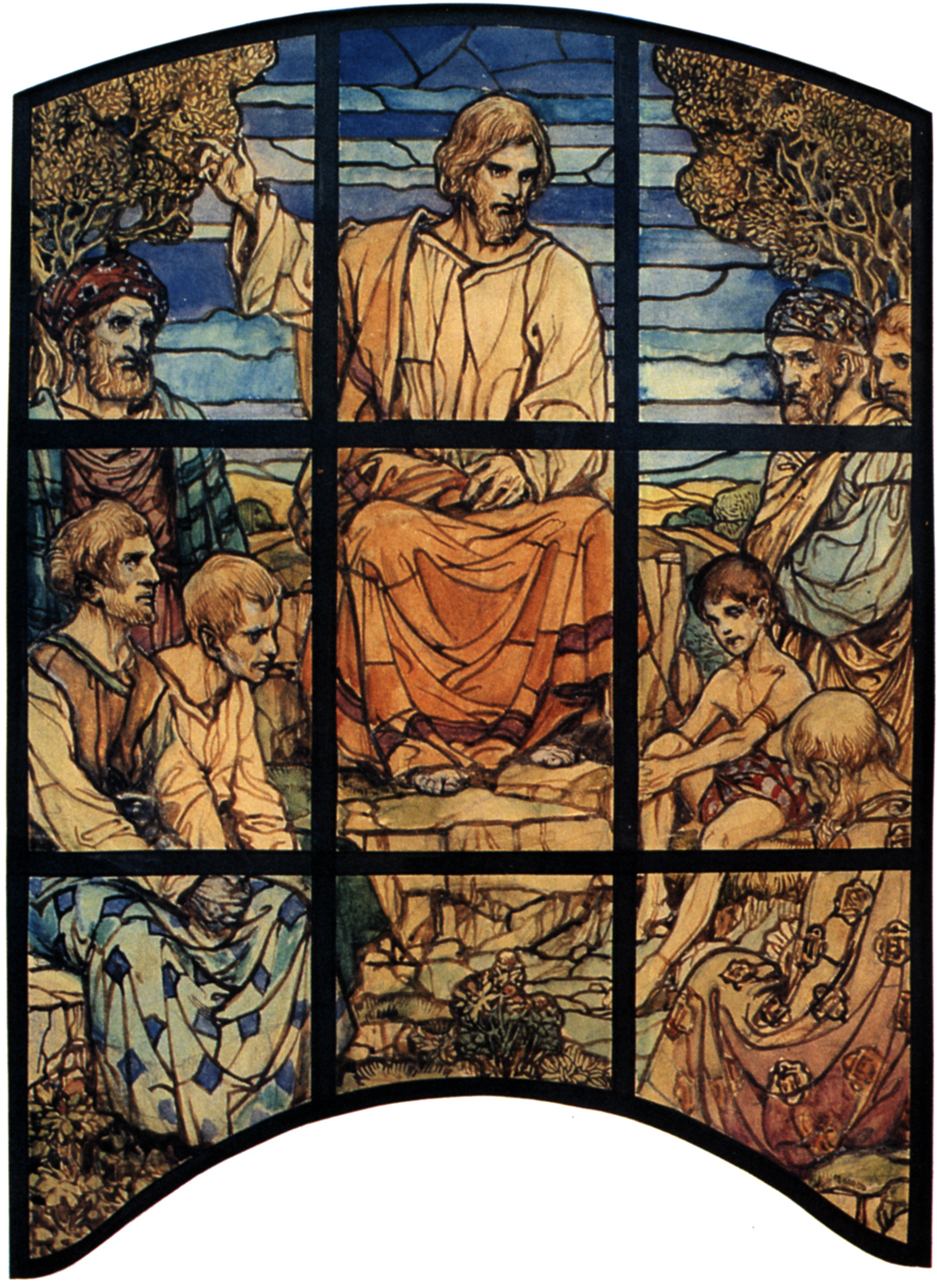
Projet de vitrail Jésus prêchant pour l'église paroissiale de Weinheim (1909)

Rudolf Yelin est le fils d'un riche producteur de guano, Rudolph Yelin (mort en 1896) et de son épouse, née Elise Biermann, fille de pasteur. Ses parents, qui sont tous les deux enfants de pasteur, souhaitent que leur fils fasse des études de théologie. Il poursuit donc des études au séminaire protestant de Schöntal (1878), puis de Bad Urach (1880) et enfin au Tübinger Stift; mais il se détourne de cette voie vers l'âge de vingt ans et se rend à Munich pour étudier la peinture, ce qui l'intéressait depuis son plus jeune âge.
Il est d'abord l'élève d'Heinz Heim à Munich, puis il s'installe à Stuttgart au début de l'année 1888, où il reçoit ses premières commandes: des illustrations de livre et la décoration d'une chaire à la chapelle des diaconesses de Stuttgart. Mais il rentre à Munich à l'automne 1888 prendre des leçons auprès de Paul Nauen et d'Heinrich Knirr.
Sa première commande d'importance a lieu en 1890 pour les fresques de la chapelle du cimetière de Reutlingen construite par Heinrich Dolmetsch (de). À l'été 1890, il se rend à Francfort où il suit des leçons du professeur Frank Kirchbach au Städel. Il a pour condisciples Fritz Boehle (de) et Wilhelm Altheim. Il est peu influencé par l'impressionnisme, mais par le monumentalisme d'Edward von Steinle.
Dégagé de soucis matériels, Yelin se rend à Lahr en tant qu'illustrateur. Il travaille aux fresques de la Stiftskirche de Stuttgart en 1892. Deux ans plus tard, il loue un atelier à l'Eugenplatz de Stuttgart et commence à s'intéresser à l'art du vitrail, car il reçoit la commande de vitraux pour l'église de garnison de Stuttgart. C'est en 1895 qu'il se lance vraiment dans cette voie, recevant des commandes de tout l'Empire allemand. Il coopère avec les maisons de production de vitraux les plus prestigieuses, dont celle de Valentin Saile à Stuttgart. En même temps, il poursuit ses travaux d'illustrations de livres, notamment pour ceux des éditions Steinkopf, et donne des leçons d'académies. Il achète une maison en 1899 à Stuttgart, qui comprend deux ateliers. Il peint également de nombreux paysages et des petits formats.
Au début de la Première Guerre mondiale, Yelin doit enseigner trois ans dans un lycée de Stuttgart. Après la guerre, la crise économique, puis la catastrophe de l'inflation, Yelin perd sa clientèle. Une exposition désastreuse se tient en 1923 au château de Rosenstein (de). Ses œuvres ne valent plus rien. Frôlant la dépression, il reprend son travail en 1926 avec des petites huiles. Ce n'est que dans les années 1930 que les commandes reprennent.
Yelin se marie en 1893. Son fils Ernst Yelin (1900-1991) sera sculpteur, et son fils Rudolf Yelin le Jeune (1902-1991) sera également peintre de vitraux.

## Illustrations

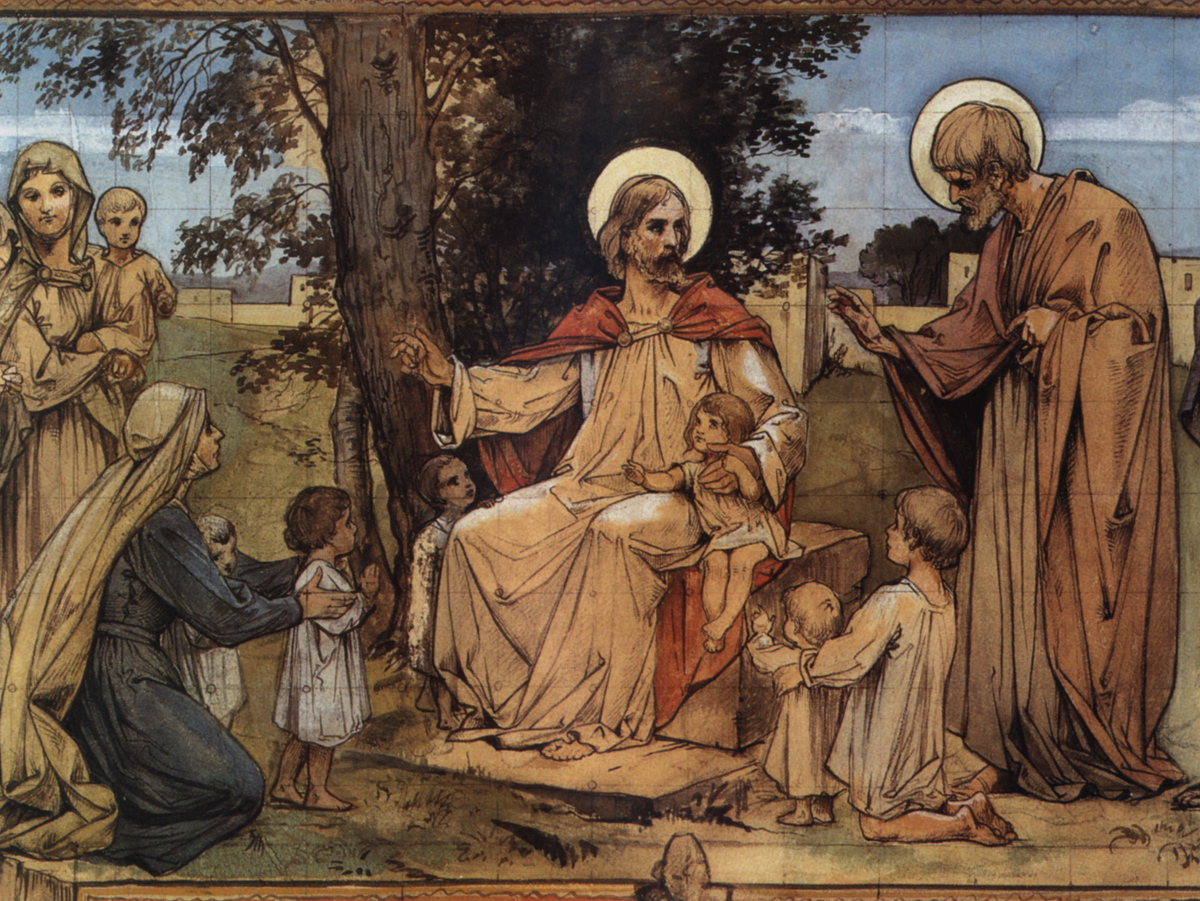
Projet de fresque pour la Stiftskirche de Stuttgart (1894)
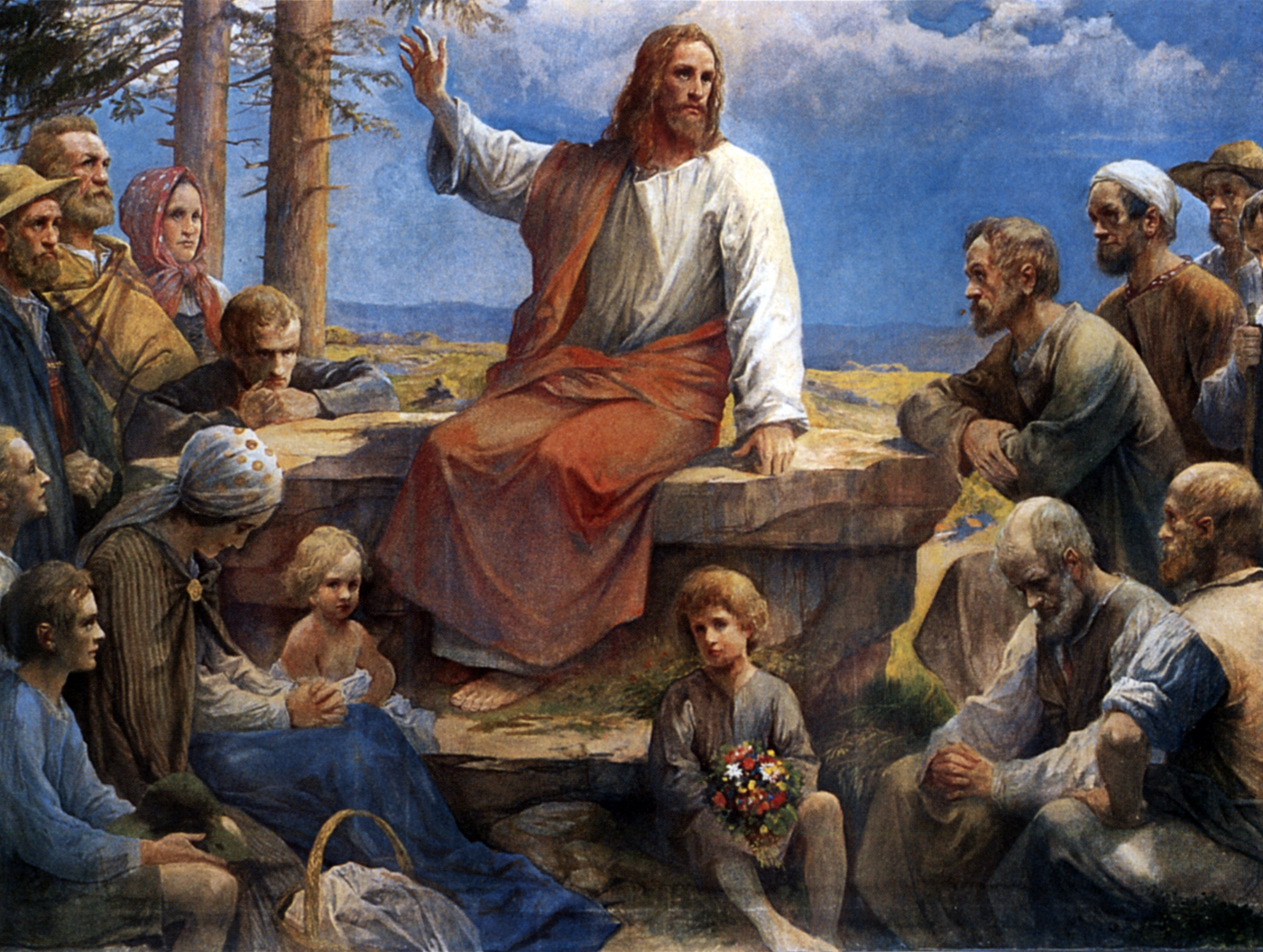
Le Sermon sur la montagne, fresque de l'église luthérienne-évangélique de Reinerzau en Forêt-Noire (1912)
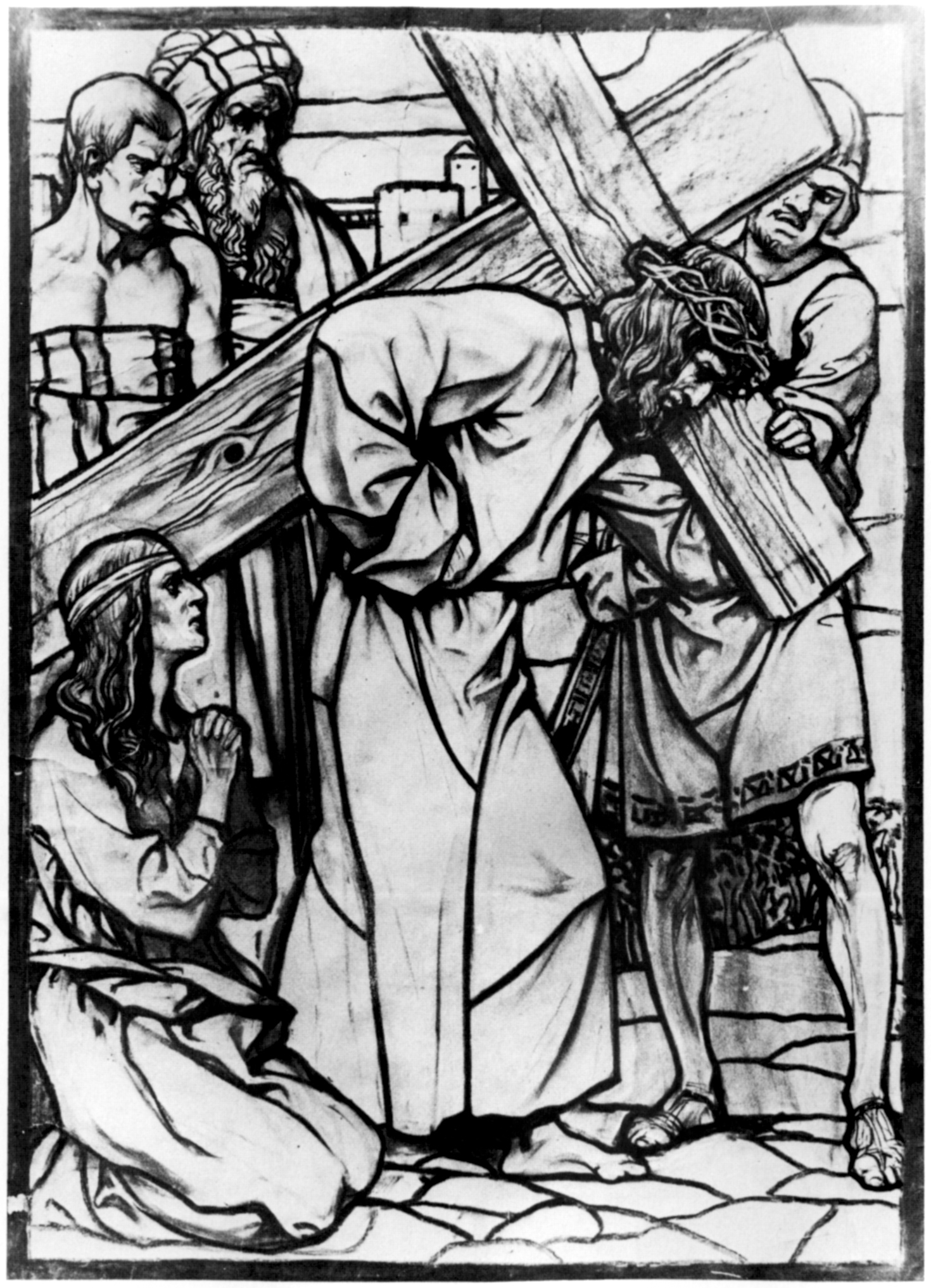
Le Portement de Croix vers 1920, projet de vitrail pour l'église luthérienne évangélique de Brettheim
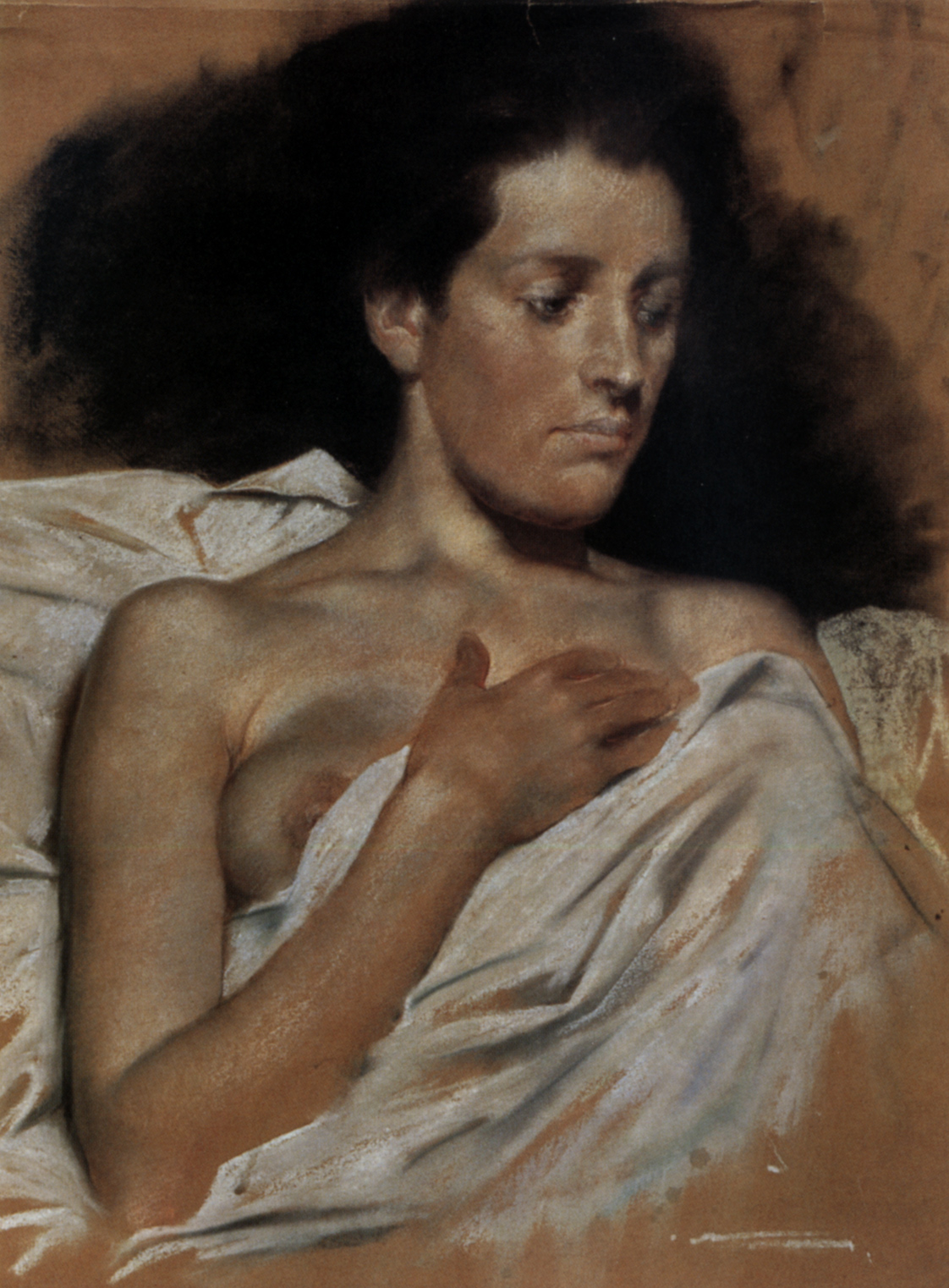
Lumière d'atelier, vers 1910

## Œuvre
Pendant ses quinze ans de production entre son installation dans son propre atelier et l'éclatement de la Première Guerre mondiale, Yelin peint plus d'une centaine d'œuvres de grand format, projets de vitraux pour des églises luthériennes, comme l'église Saint-Jean de Stuttgart au bord du Feuersee, la Gedächtniskirche de Stuttgart, l'église de garnison de Stuttgart, l'église de Luther de Bad Cannstatt, l'église Martin-Luther de Trossingen, l'église luthérienne-évangélique de Brettheim, le vitrail du narthex de l'église Sainte-Marie de Reutlingen, etc. Il révolutionne l'art du vitrail par ses compositions et ses couleurs qui se rapprochent de l'art de la fresque. Il n'est pas influencé par le Jugendstil, mais s'approche du réalisme de l'école de Munich pour ses paysages et ses portraits, ainsi qu'il l'a appris dans les ateliers de Wilhelm Leibl et de Carl von Piloty. On remarque toutefois une certaine influence de l'impressionnisme dans les petites huiles de la fin de sa vie.

## Source
- (de) Cet article est partiellement ou en totalité issu de l’article de Wikipédia en allemand intitulé « Rudolf Yelin der Ältere » (voir la liste des auteurs).